# النعيم (العدين)

تعديل مصدري - تعديل

النعيم محلة تابعة لقرية الجازعة، التابعة لعزلة السارة بمديرية العدين إحدى مديريات محافظة إب في الجمهورية اليمنية، بلغ تعداد سكانها 88 حسب تعداد اليمن لعام 2004.